# World Press Photo
World Press Photo – niezależna fundacja z siedzibą w Amsterdamie zajmująca się rozwijaniem i promocją sztuki wizualnej, podejmująca inicjatywy na całej kuli ziemskiej.

## Działalność
Fundacja World Press Photo organizuje coroczny konkurs World Press Photo of the Year na fotografię najlepiej dokumentującą wydarzenia minionego roku, konkurs reportażu multimedialnego The World Press Photo Digital Storytelling Contest (od 2011), wystawę zdjęć laureatów w 100 miastach 45 krajów oraz trzydniowy festiwal w Amsterdamie, honorujący prace laureatów.

## Historia
Fundacja została stworzona w roku 1955, kiedy grupa holenderskich artystów zorganizowała konkurs mający na celu przedstawienie ich prac międzynarodowemu gremium. Od tego czasu coroczny konkurs wyrósł na jedną z najbardziej prestiżowych nagród w dziennikarstwie fotograficznym, pokonkursowe wystawy ogląda 4 mln osób na całym świecie.